# Dekanat Berdyczów
Dekanat Berdyczów – jeden z 11 dekanatów katolickich w diecezji kijowsko-żytomierskiej na Ukrainie.

## Parafia
- Berdyczów – Parafia św. Barbary
- Berdyczów – Parafia Niepokalanego Poczęcia Najświętszej Maryi Panny
- Berdyczów – Parafia św. Marka Apostoła
- Czudnów – Parafia Odnalezienia Krzyża Pańskiego
- Gryszkiwce – Parafia św. Agnieszki
- Gwozdawa – Parafia Niepokalanego Serca Najświętszej Maryi Panny
- Hażyn – Parafia Miłosierdzia Bożego
- Iwanopol – Parafia św. Ap. Piotra i Pawła
- Krasnopol – Parafia św. Michała Archanioła
- Słobodka Leśna – Parafia bł. Bronisławy
- Ryżów – Parafia św. Filipa Ap.